# Thanatus firmetorum
Thanatus firmetorum är en spindelart som beskrevs av Muster och Thaler 2003. Thanatus firmetorum ingår i släktet Thanatus och familjen snabblöparspindlar. Inga underarter finns listade i Catalogue of Life.